# Elise Sørensen

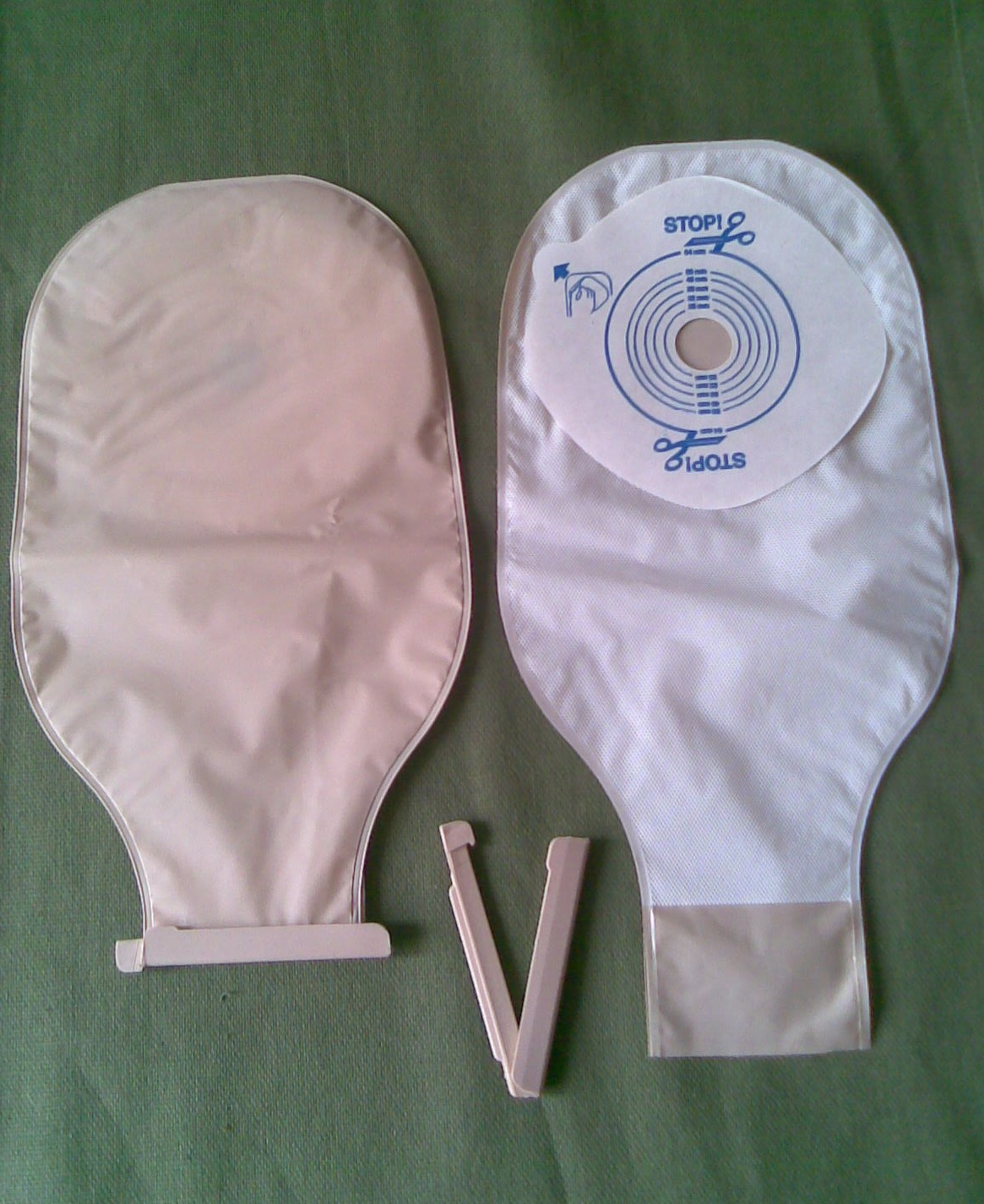
Bolsa de ostomia descartável, semelhante a inventada por Sørensen: feita de material plástico fino com parte adesiva para fixação na pele. Na parte inferior da bolsa, presilha para fechamento da abertura para eliminação das fezes armazenadas.

Elise Sørensen (Kalundborg, 2 de julho de 1903 — Ordrup, 5 de julho de 1977) foi uma enfermeira dinamarquesa conhecida por ser a inventora da bolsa de ostomia.

## Biografia
Elise Sørensen foi uma enfermeira domiciliar nascida em 2 de Julho de 1903, na cidade dinamarquesa de Ordrup, tendo uma irmã mais nova, Thora Sørensen. Sua irmã foi o principal motivo para ela ter inventado a bolsa de ostomia.

### Invenção
Em 1954, Thora, sua irmã foi diagnosticada com câncer colorretal e foi submetida a uma cirurgia no intestino que resultou em uma ostomia. Após a operação, a irmã de Sørensen sentia-se desconfortável em sair de casa por medo do vazamento dos recipientes que eram usados, os mais comuns eram feitos de borracha e precisavam ser mantidos no lugar cintos, mas também haviam modelos feitos de tecido, vidro e metal. Era difícil mantê-los fixos na estoma, o que causava constantes vazamentos de fezes, isso tornava inviável que Thora e outras pessoas com ostomia levassem uma vida.
Sørensen, que era enfermeira, viu-se motivada pela situação que sua irmã e outros pacientes estavam passando. Dessa forma, ela viu a possibilidade de utilizar uma bolsa plástica e uma base autoadesiva, ela havia inventado a primeira bolsa de ostomia descartável, feita de um plástico fino, hermética e fixada na pele por um anel adesivo, muito semelhante com as bolsas de ostomia atuais.
Após a invenção, Sørensen contatou várias fábricas para que a bolsa pudesse ser manufaturada, e todas recusaram. Entretanto, após as recusas, o engenheiro e empresário fabricante de plástico, Aage Louis-Hansen, que era casado com a também enfermeira Johanne Louis-Hansen, aceitou.
Bolsas iniciais foram produzidas, totalmente feitas à mão, e a irmã de Elise, Thora, as testou e aprovou. Então, Sørensen pediu que mais 952 fossem produzidas e distribuiu entre hospitais, e chegou a receber cartas com elogios e agradecimentos.
Ainda em 1954, ela conseguiu a patente de sua invenção sob o registro dinamarquês de número 86860. E em 1955, assinou contrato com Aage Louis-Hansen para que ele produzisse e vendesse as bolsas, enquanto ela recebia, por unidade, 7 centavos em coroas dinamarquesas. A demanda cresceu tanto que, apenas dois anos após a invenção, dois terços da produção era para exportação.
Em 1957, Aage Louis-Hansen fundou a Coloplast e a empresa assumiu a produção total das bolsa.
Em 1963, Elise Sørensen foi premiada como Enfermeira do Ano pela Organização de Enfermeiras Dinamarquesas, ela recebeu o prêmio de 5.000 coroas dinamarquesas enquanto estava internada no Hospital Psiquiátrico de Dianalund.

### Morte
Elise Sørensen sofreu toda sua vida com a depressão, por isso passou seus últimos anos internada no Hospital Psiquiátrico de Dianalund. Ela faleceu aos 74 anos, em Ordrup.